# صرب (دهکده)

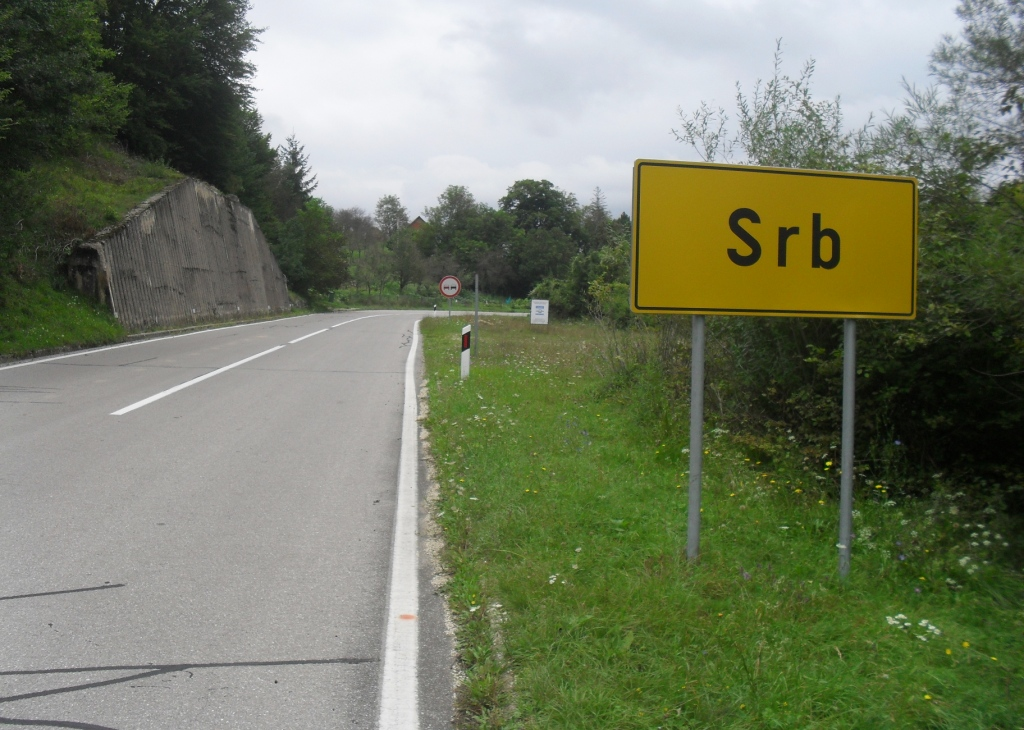
تابلو راهنمایی در ورودی روستا

Srb (سیریلیک صربی: Срб) دهکده ای است واقع در قسمت جنوب شرقی لیکا، در کرواسی، که تا سال ۲۰۱۱ از نظر اداری به دونجی صرب (جمعیت ۲۵۵، سرشماری ۲۰۰۱) و گورنجی صرب (جمعیت ۷۹، سرشماری ۲۰۰۱) تقسیم شده‌است. Srb در دره رودخانه Una، در جاده Donji Lapac به Knin، و در شرق Gračac قرار دارد. در حال حاضر بخشی از شهرداری Gračac و شهرستان زادار است.

## نام
به گفته پتار شیمونوویچ، زبان‌شناس و آکادمیک کروات، از نظر ریشه‌شناسی، این یک هیدرونیمی است که از فعل قدیمی کرواتی «صرباتی» به معنای «چشمه» رودخانه Una مشتق شده‌است. از آنجایی که صرب‌ها (سورابوس) در سالنامه‌های سلطنتی فرانک در زمینه فرار لیودویت پوساوسکی به سوی آنها ذکر شده‌است، نظریه ای وجود دارد که یک قبیله صرب می‌توانسته‌است در قرن نهم در منطقه صرب وجود داشته باشد و اینکه صرب به نام آنها نامگذاری شده‌است، اما کمیاب بودن اسناد تاریخی باعث شد تا مورخان مختلف در تفسیر این ذکر اختلاف نظر داشته باشند. این گزارش به احتمال زیاد به جایی در مرکز یا شرق بوسنی اشاره دارد.

## تاریخ
در دوره قرون وسطی، این سکونتگاه مرکز ژوپای کوچک صرب بود که بخشی از ژوپای بزرگتر پست از دوک نشین و پادشاهی کرواسی بود. در قرن سیزدهم و چهاردهم ژوپا توسط پل اول شوبیچ از خانواده بریبر و نلیپیچ اداره می‌شد. در قرن ۱۴ به عنوان یک شهر ذکر شده‌است زیرا در سندی از سال ۱۳۴۵ به پادشاه مجارستان کرواسی به عنوان قلعه سلطنتی اشاره شده‌است، لاتین: castra nostra regalia, videlicet Tininium … castrum Szereb … castrum Unach vocata cum Corum supatibus et pertinensiis. این شهر بر روی تپه ای بر فراز رودخانه سردیس ساخته شده‌است، جایی که بقایای آن هنوز هم باقی مانده‌است. ژوپا یک میز دادگاه نجیب متشکل از حداقل سه قاضی داشت، و اگرچه ژوپان‌ها احتمالاً از قبیله نجیب کرواتی قدیمی گوسیچ بودند، اشراف کروات (plemenitimi H'rvati) از قبیله فرضی صربلیانی که در سال ۱۴۵۱ ذکر شد مارکو و مارتین دیجانیشویچ بودند. یورای هنچیچ، ووین ماتیجاشویچ، ولاتکو آنیچ و یاندری کواچ.
به دلیل فتح عثمانی‌ها در سال ۱۵۲۰، اکثر جمعیت قدیمی به کرواسی شمالی گریختند و ولاخ‌های شبانی جایگزین آنها شدند. برخی از نوادگان جمعیت جدید نیز به زومبرک مهاجرت کردند، در حالی که برخی دیگر به دالماسی شمالی نقل مکان کردند یا به اسلام گرویدند. از نام این شهرک نام خانوادگی خانواده صربلجانین گرفته شده‌است. همان‌طور که در قرن هفدهم در چهارراهی بین لاپاک، بیهاچ و اودبینا قرار داشت، در قلعه یک واحد نظامی اختصاص داده شد که در زیر آن یک سکونتگاه مسلمانان با حدود ۱۰۰ خانه ظاهر شد. پس از معاهده سیستوا (۱۷۹۱)، منطقه Srb بخشی از مرزهای نظامی کرواسی شد که منجر به مهاجرت جمعیت مسلمان از رودخانه Una به Eyalet بوسنی و دوباره ساکن شدن سرزمین متروک توسط صرب‌های ارتدوکس شد.
پس از حمله جنگ جهانی دوم به یوگسلاوی، Srb بخشی از دولت مستقل فاشیست کرواسی شد. در ۲۷ ژوئیه ۱۹۴۱، شورشی در صرب آغاز شد که توسط جمعیت محلی صرب سازماندهی شد، قیام صرب. سازمان دهندگان، از جمله فرمانده جوخه لاپاک، استوجان ماتیچ، همه پارتیزان کمونیست نبودند، و تلافی فوری آنها علیه اوستاها نیز با قربانیان تصادفی کروات و مسلمان پایان یافت، که مارکو اورشکوویچ بعداً از آن پشیمان شد. با این حال، این تاریخ در کرواسی (۱۹۴۵–۱۹۹۰) به عنوان روز قیام مردم کرواسی گرامی داشته شد (کرواتی: Dan ustanka naroda Hrvatske).
در ۲۵ ژوئیه ۱۹۹۰ یک مجمع تقریباً ۱۰۰۰۰۰ صرب کرواسی در Srb برگزار شد. بیانیه‌ای منتشر شد که در آن مجلس صربستان به‌عنوان نماینده سیاسی ملت صرب در کرواسی و شورای ملی صربستان به‌عنوان نهاد اجرایی مجمع، با مرکز آن در صرب تشکیل شد. جوان راشکویچ، سیاستمدار صرب کرواسی، اعلام کرد که در ۱۸ آگوست یک همه‌پرسی در جامعه صرب برگزار خواهد شد در طول جنگ کرواسی برای استقلال، تا سال ۱۹۹۵ توسط نیروهای جمهوری خودخوانده صربستان کراجینا اشغال شد، زمانی که اکثر جمعیت صرب در مواجهه با عملیات طوفان در سال ۱۹۹۵ گریختند

## جمعیت
بر اساس سرشماری سال ۲۰۱۱، صرب ۴۷۲ تن سکنه داشت. برای اطلاعات دقیق جمعیت برای آخرین سرشماری یوگسلاوی در سال ۱۹۹۱ و آخرین سرشماری اتریش-مجارستان در سال ۱۹۱۰، به سکونتگاه‌های قبلی Donji Srb و Gornji Srb مراجعه کنید.
| population | 861  | 1043 | 1058 | 1121 | 1240 | 1257 | 1302 | 1395 | 971  | 930  | 956  | 1156 | 1227 | 1454 | 334  | 472  |
|            | 1857 | 1869 | 1880 | 1890 | 1900 | 1910 | 1921 | 1931 | 1948 | 1953 | 1961 | 1971 | 1981 | 1991 | 2001 | 2011 |

## ادبیات
- Savezni zavod za statistiku i evidenciju FNRJ i SFRJ, popis stanovništva 1948, 1953, 1961, 1971, 1981. i 1991. godine.
- Knjiga: "Narodnosni i vjerski sastav stanovništva Hrvatske, 1880-1991: po naseljima, نویسنده: Jakov Gelo, izdavač: Državni zavod za statistiku Republike Hrvatske, 1998.شابک ‎۹۵۳−۶۶۶۷−۰۷-X ،شابک ‎۹۷۸-۹۵۳-۶۶۶۷-۰۷-۹ ;